# Antonina Lazareva
Antonina Nikolaevna Okorokova, coniugata Lazareva (in russo Антонина Николаевна Окорокова-Лазарева?; Serpuchov, 27 marzo 1941), è un'ex altista sovietica, vincitrice della medaglia d'argento ai Giochi olimpici di Città del Messico nel 1968.

## Biografia
Nata con il nome di Антонина Николаевна Лазарева, alle olimpiadi tenutesi a Città del Messico nel 1968 nella gara di salto in alto giunse in seconda posizione venendo superata dalla ceca Miloslava Rezková (medaglia d'oro) e superando Valentyna Kozyr.
Alle successive olimpiadi giunse ventiseiesima alla competizione.

## Palmarès
| Anno | Manifestazione             | Sede              | Evento        | Risultato | Prestazione | Note |
| ---- | -------------------------- | ----------------- | ------------- | --------- | ----------- | ---- |
| 1968 | Giochi della XIX Olimpiade | Città del Messico | Salto in alto | Argento   | 1,80        |      |

## Altre competizioni internazionali
1967
- Coppa Europa di atletica leggera ( Kiev)